# Liparetrus asper
Liparetrus asper är en skalbaggsart som beskrevs av Macleay 1886. Liparetrus asper ingår i släktet Liparetrus och familjen Melolonthidae. Inga underarter finns listade i Catalogue of Life.